# Hills (Iowa)
Hills és una població dels Estats Units a l'estat d'Iowa. Segons el cens del 2000 tenia 679 habitants.

## Demografia
Segons el cens del 2000, Hills tenia 679 habitants, 250 habitatges, i 172 famílies. La densitat de població era de 436,9 habitants/km².
Dels 250 habitatges en un 32,8% hi vivien nens de menys de 18 anys, en un 57,6% hi vivien parelles casades, en un 6,8% dones solteres, i en un 31,2% no eren unitats familiars. En el 22,8% dels habitatges hi vivien persones soles el 8,4% de les quals corresponia a persones de 65 anys o més que vivien soles. El nombre mitjà de persones vivint en cada habitatge era de 2,52 i el nombre mitjà de persones que vivien en cada família era de 2,95.
Per edats la població es repartia de la següent manera: un 24% tenia menys de 18 anys, un 9,3% entre 18 i 24, un 29,9% entre 25 i 44, un 20,6% de 45 a 60 i un 16,2% 65 anys o més.
L'edat mediana era de 37 anys. Per cada 100 dones de 18 o més anys hi havia 96,2 homes.
La renda mediana per habitatge era de 51.477 $ i la renda mediana per família de 57.386 $. Els homes tenien una renda mediana de 36.429 $ mentre que les dones 29.500 $. La renda per capita de la població era de 21.918 $. Entorn del 5% de les famílies i el 6,7% de la població estaven per davall del llindar de pobresa.

## Poblacions més properes
El següent diagrama mostra les poblacions més properes.